# Theophilus Dönges
Theophilus Ebenhaezer Dönges (1898-1968) est un avocat et un homme d'État afrikaner d'Afrique du Sud. Il est membre du Parti national et de l'Afrikaner Broederbond, député de Fauresmith (1941-1948) puis de Worcester (1948-1967), ministre de l'Intérieur (1948-1958) dans les gouvernements de Daniel François Malan et JG Strijdom et ministre des finances dans les gouvernements d'Hendrik Verwoerd et de John Vorster (1958-1967). Il est élu président de l'État de la république d'Afrique du Sud en 1967 mais, victime d'une hémorragie cérébrale, n'a pas le temps de prêter serment et d'entrer en fonction.

## Origines
D’ascendance néerlandaise et allemande, fils cadet de Theophilus Christiaan Dönges (1863-1949), un pasteur de l'Église réformée néerlandaise, et de son épouse, Cornelia Hendrika Appeldoorn Cruywagen (1866-1950), Theophilus (Eben) Dönges est né à Klerksdorp dans la république sud-africaine du Transvaal, le 8 mars 1898.

## Études
Après des études primaires et secondaires effectuées à Kroonstad, Boshof et au lycée de Robertson, il obtient un baccalauréat avec mention (1918) doublé d'une maîtrise en philosophie (1919) du Collège Victoria de Stellenbosch ce qui lui permet d'obtenir une bourse d'études à l'étranger qu'il n'utilise pas. 
En 1920-1921, Eben Dönges est juriste stagiaire auprès d’Étienne de Villiers, le président de la Cour suprême de la province de l'État libre d'Orange. L'année suivante, il se rend en Angleterre où il obtient un baccalauréat en droit avec mention à l'Université de Londres (1922) qu'il complète l'année suivante par une équivalence à l'université d'Afrique du Sud tout en suivant des études à la London School of Economics. Il obtient enfin un doctorat en droit de l'Université de Londres en 1925.
Sportif accompli tant sur les courts de tennis qu'au cricket ou au golf, il est aussi, durant ses années étudiantes, capitaine de l'équipe de cricket de l'université (avant d'être plus tard le capitaine de l'équipe de cricket du parlement).

## Carrière professionnelle
De 1924 à 1928, Dönges est rédacteur en chef du South African Nation, le premier hebdomadaire anglophone du parti national. Parallèlement, il est rédacteur en chef adjoint du quotidien afrikaans du Cap, Die Burger de 1924 à 1927.
Parallèlement, Donges s'est inscrit au barreau de Pretoria puis, après avoir démissionné de son emploi au Burger, il s'inscrit au barreau du Cap. 
De 1929 à 1939, Eben Dönges est avocat et conseiller juridique de l'administration  provinciale. En 1939, il devient l'un des rares sud-africains à avoir le titre d'avocat-conseiller du Roi ce qui lui permet d'agir au nom du ministère public devant le Conseil privé de Londres. En plus de son travail juridique, il est également chargé de cours à temps partiel en droit à l'Université de Stellenbosch où il enseigne l'interprétation des lois et le droit des sociétés.

## Le militant et député du Parti national
Sympathisant depuis ses années étudiantes au parti national, il soutient la ligne de Daniel François Malan contre celle de James Barry Hertzog lors de la fusion avec le parti sud-africain (1934). Il suit Malan au parti national purifié et se présente aux élections générales de 1938 à Hoopstad où il est battu par J.H. Viljoen, le candidat du parti uni. 
En 1939, Eben Dönges joue un rôle clef dans l'organisation et la réussite du Ekonomiese Volkscongress, une grande conférence destinée à mobiliser et orienter le capital afrikaner vers l'industrie et le commerce. Adaptant l'adage selon lequel on ne peut compter que sur soi-même en le peuple [Afrikaner] doit s'aider par lui-même, notamment par la mobilisation et la synergie de ses propres ressources et de ses capacités, Dönges initie dans ce cadre une maison de la finance, la federale Volksbeleggings (FVB), destinée à financer l'entrepreneuriat afrikaner. L'un des premiers bénéficiaires du capital investi par la FVB sera Anton Rupert. 
Durant la Seconde Guerre mondiale, il participe aux travaux de la commission de l'Afrikaner Broederbond, dirigée par Wicus du Plessis, consacré à l'élaboration d'une constitution républicaine pour l'Afrique du Sud. Membre de l'Ossewabrandwag (la sentinelle des chars à bœufs), il quitte cette organisation ne cautionnant plus ses objectifs ni le recours à l’illégalité et au sabotage contre le gouvernement.  
Lors d'une élection partielle à Fauresmith dans l'état libre d'Orange en 1941, Eben Dönges est élu député avec 63,9 % des suffrages, reprenant alors le siège de Nicolaas Havenga. Il est réélu aux élections de 1943 avec 60,2 % des voix. En tant que parlementaire d'opposition, Dönges se distingue rapidement et devient le porte-parole du parti national sur les questions relatives aux finances publiques. 
En 1947, à l'initiative de l'Afrikaner Broederbond dont Eben Dönges est alors le vice-président, le parti national réunifié et le parti afrikaner concluent une alliance électorale qui remporte les élections générales du 4 juin 1948. Réélu lui-même député avec 53,4 % des voix, mais cette fois dans la circonscription de Worcester, Dönges est nommé ministre de l'intérieur dans le premier gouvernement nationaliste dirigé par Daniel François Malan, ainsi que ministre des postes et des télégraphes, fonction qu'il quitte l'année suivante pour devenir ministre des mines.

## Ministre de l'Intérieur (1948-1958)
Pour Theophilus Dönges, la politique d'apartheid, proposée par le parti national réunifié, n'est pas un aboutissement mais une politique transitoire dont la durée n’excéderait pas trois générations et qui viserait à assurer et renforcer la cohésion de la communauté blanche. Pour lui les Afrikaners doivent d'abord s'entraider, ne pas compter sur les autres, et investir le monde des affaires et le commerce dominés par les Anglo-sud-africains, à une époque (1946) où 40 % des Afrikaners sont des cols bleus (et moins de 30 % des cols blancs). Ils doivent aussi se préparer à survivre en tant que minorité nationale dans un pays où ils n'auraient plus le monopole du pouvoir. 
En tant que ministre de l'intérieur (1948-1958), dans le gouvernement Malan puis dans le gouvernement Strijdom, il est l'auteur du projet de loi d'interdiction des mariages mixtes (prohibition of mixed marriages bill), pour laquelle il mentionne qu'elle est similaire aux lois alors existantes dans une trentaine d'États aux États-Unis d'Amérique. Il est surtout l'auteur du Group Areas Act formalisant la ségrégation résidentielle et industrielle, du Population Registration Act par lequel il fait mettre en place de nouvelles cartes d’identités mentionnant l'identité raciale de chaque individu ainsi que du Separate Representation of Voters Act qui supprime la franchise électorale qui permettait aux Coloureds de la province du Cap d'être inscrits sur les mêmes registres électoraux que les blancs (1956). Responsable d'une manière générale des libertés civiles et civiques et des problèmes de naturalisation, il mène une politique restrictive en matière d'immigration afin de maintenir la prédominance de la communauté Afrikaner au sein du groupe blanc. 
Le 18 novembre 1953, Daniel François Malan choisit Dönges pour lui succéder à la direction du parti national de la province du Cap, poste qu'il obtient après l'avoir remporté sur Eric Louw lors des élections internes du parti. L'année suivante, bien qu'il soit le candidat potentiel pour succéder à Malan au poste de premier ministre, Dönges écarte toute candidature de sa part, laissant le champ libre à JG Strijdom. 
Personnalité particulièrement imprégné de convictions religieuses, Eben Dönges représente au sein du parti national la faction modérée et centriste des Afrikaners du Cap face aux radicaux du Transvaal. Proche des milieux industriels et du commerce, l'opposition politique compte un temps sur lui pour provoquer un schisme vers le centre au sein du parti national ce que se gardera de faire Dönges conscient que le nationalisme afrikaner ne s'est jusque-là construit que grâce à ses partisans les plus radicaux et les moins enclins au compromis avec les autres groupes politiques et raciaux du pays.
En 1958, après la mort soudaine du premier ministre JG Strijdom, Dönges présente cette fois sa candidature au poste de chef national du parti national et de premier ministre du pays. Ses chances sont réelles car il dispose du soutien de l'ensemble des parlementaires NP de la province du Cap mais aussi de la sympathie de plusieurs parlementaires du Transvaal et de l’État libre d'Orange qui veulent barrer la route à Hendrik Verwoerd. Il bénéficie aussi du soutien non avoué de la presse anglophone et de l'opposition. Cependant, Dönges refuse une offre de soutien de plusieurs parlementaires, en échange de l'entrée dans son cabinet de Albert Hertzog, de Jan Haak et de P.K. Le Roux, des personnalités de l'aile la plus conservatrice du parti national. 
Après avoir obtenu 52 voix et devancé Charles Swart (41 voix) lors du premier tour de l'élection organisée au sein du caucus parlementaire face à Verwoerd (80 voix), Dönges obtient, au second tour, 75 voix contre 98 voix à Verwoerd qui devient alors le nouveau premier ministre (bien que celui-ci n'ait eu le soutien que de 3 ministres du cabinet). 
Sa défaite face à Verwoerd, survenant après celle de Nicolaas Havenga face à Strijdom (en 1954), consacre la victoire de la machine politique nationaliste et intransigeante du Transvaal sur celle du Cap.

## Ministre des Finances (1958-1967)

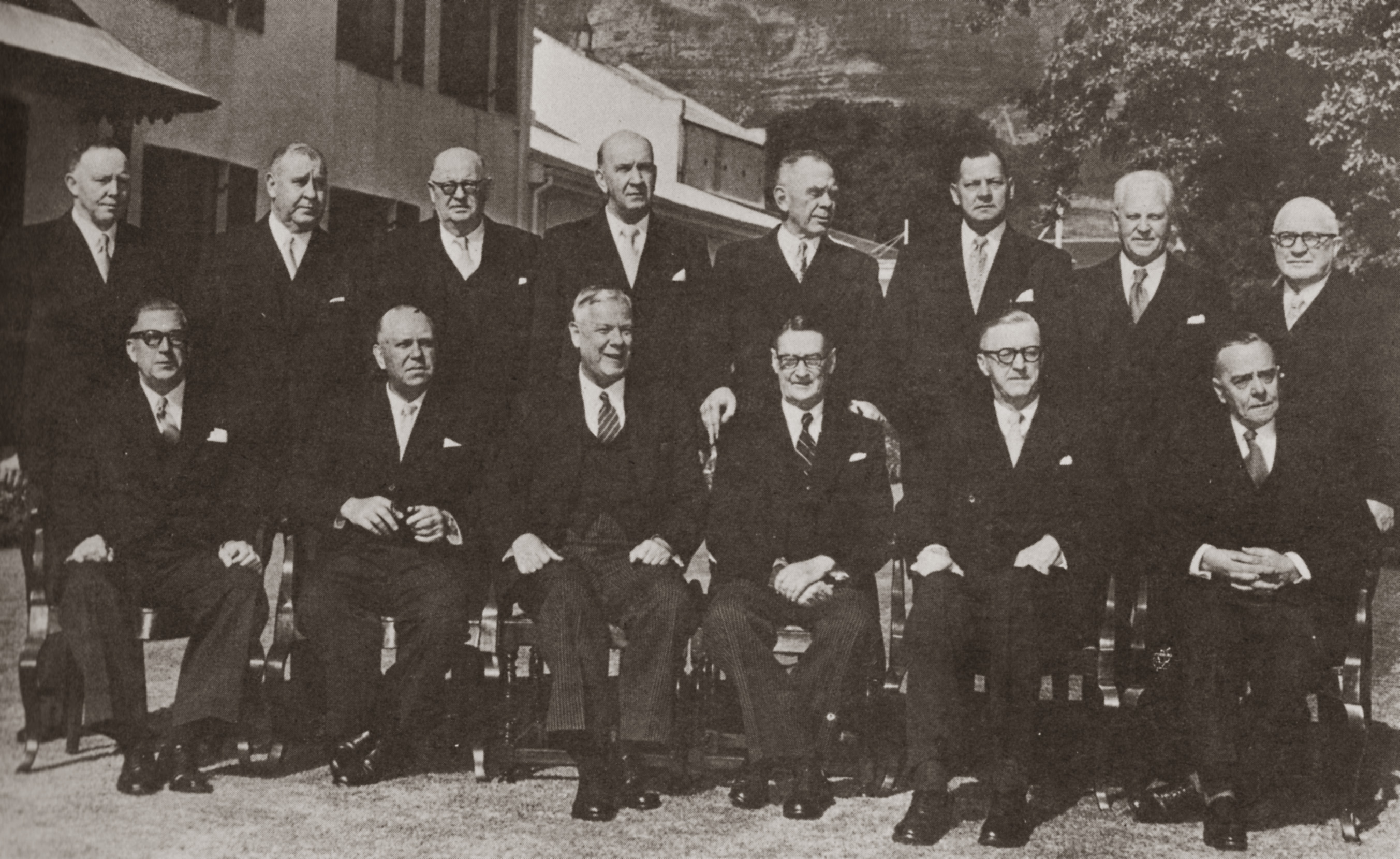
Le 1er gouvernement Verwoerd en 1958 (hérité de Strijdom).
Assis de gauche à droite: Theophilus Dönges, Paul Sauer, Hendrik Verwoerd, Ernest George Jansen (gouverneur-général), Charles Swart, Eric Louw. Debout de gauche à droite: Jan Serfontein, M.D.C. De Wet Nel, A.J.R. van Rhijn, Jan de Klerk, Ben Schoeman, P.M.K Le Roux, François Christiaan Erasmus et Jozua François Naudé.

Donges est nommé ministre des finances par Verwoerd, un poste qu'il convoitait depuis plusieurs années. Cependant, il doit faire face à l'humiliation que subissent plusieurs de ses partisans qui sont rétrogradés comme Paul Sauer ou Pieter Botha, notamment après que Dönges ait refusé la nomination à ses côtés de Jan Haak comme ministre adjoint. Les tensions culminent en 1960 quand Verwoerd refuse de valider les noms des nouveaux impétrants au Sénat, proposés par Dönges en tant que chef du parti national du Cap. Ses partisans (Sauer, Botha, FC Erasmus) l'encouragent à démissionner afin de provoquer une crise ministérielle mais il reste finalement en fonctions. Il appuie Sauer quand celui-ci, en tant que premier ministre par intérim, annonce un nécessaire adoucissement par le gouvernement du système de passeport intérieur afin de faciliter la vie des populations noires urbanisées, ce qui leur vaudra une mise au point ferme de Verwoerd. 
En retrait par la suite, il assure l’intérim à la tête du gouvernement du 6 septembre (assassinat d'Hendrik Verwoerd) au 13 septembre 1966 (prise de fonction de John Vorster).

## Le président de l'État élu de la république d'Afrique du Sud (1967)
Le 19 janvier 1967, le caucus des parlementaires du parti national propose T.E. Dönges pour succéder à Charles Swart à la présidence de l'État de la république d'Afrique du Sud. Il est élu au second tour de scrutin contre Pieter Voltelyn Graham van der Byl, le candidat du Parti uni. Mais en mai 1967, Dönges est victime d'une hémorragie cérébrale qui le plonge dans le coma, trois semaines avant sa prestation de serment et l'inauguration de son mandat présidentiel qui devait avoir lieu le 1er juin 1967. L’intérim de la présidence est alors assuré en son nom par le président du Sénat, Jozua François Naudé.
Le 10 juin 1967, Dönges subit une intervention chirurgicale délicate au cerveau. Son état s'améliore mais le 3 octobre 1967, il est victime d'un accident vasculaire cérébral. C'est par l'intermédiaire de son avocat qu'il présente sa démission le 6 décembre 1967.
Âgé de 69 ans, Theophilus Dönges meurt le 10 janvier 1968 à l'hôpital de Groote Schuur au Cap, sans jamais avoir repris connaissance et sans avoir pu exercer ses fonctions de président de l'État. Néanmoins, il reçoit des funérailles de chef d'État lors de son enterrement à Stellenbosch le 15 janvier 1968. Il aura également droit à ce titre à avoir son effigie sur les pièces de 1 rand en 1969.

## Divers

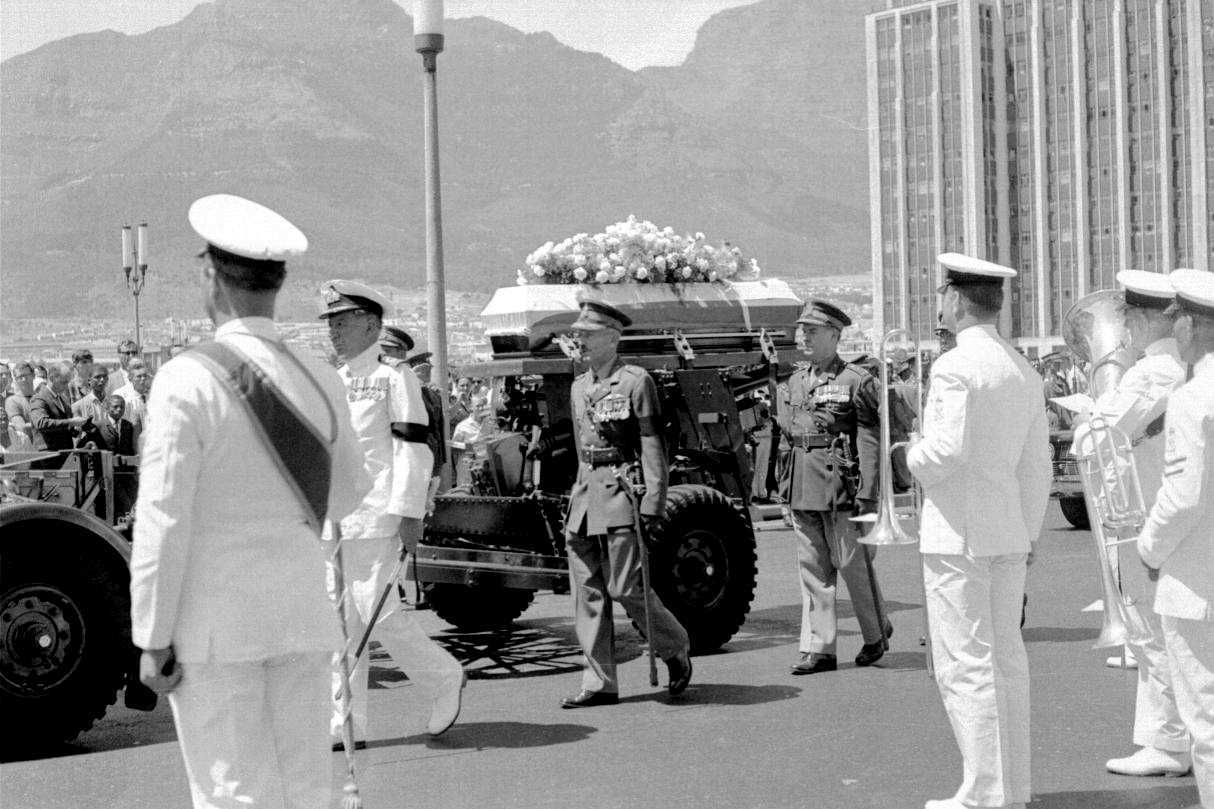
Funérailles d’État de T. E. Dönges, au Cap en janvier 1968

Impliqué dans la défense de l'identité afrikaner, tant sur le plan politique, social, économique et culturel, Eben Dönges a joué un rôle important au sein de l'Afrikaner Broederbond et de la Fédération des organisations culturelles afrikaans dont il assura également la vice-présidence. Il participa notamment en 1939 à la création du mouvement Reddingsdaadbond, visant à sortir les Afrikaners les plus modestes de la pauvreté, et à celle de l'Institut du commerce en Afrique (AHI) en 1942.
Dönges fut aussi le président du Comité de liaison des associations culturelles afrikaners du Cap et, en 1948, membre fondateur du Bureau sud-africain des Affaires raciales (SABRA). Il a également été membre de la Commission des Monuments nationaux, membre du Comité central du Monument de la langue afrikaans, membre honoraire de l'Académie sud-africaine des sciences et des arts, membre du conseil de Nasionale Pers, Voortrekker Pers et, de 1959 à 1968, chancelier de l'université de Stellenbosch.

## Hommages
L’hôpital de Worcester portera jusqu'en 2007 le nom de Eben Donges Hospital. 
Un lycée à Kraaifontein et une école primaire de Bothaville portent son nom. 

## Vie privée
Eben Dönges s'est marié le 30 septembre 1926 avec Johanna Catharina Louisa Schoeman (1904-1993), fille de Johannes Hendrik Schoeman (1852-1939), député de Oudtshoorn et a eu deux filles.
L'une de ses filles, Ingrid Cornelia Dönges (1933-2009) a épousé Jan Pickard (1927-1998), capitaine de l'équipe de rugby de la Western Province, joueur des Springboks, l'équipe nationale sud-africaine, et président de la Western Province Rugby Union. Fervente chrétienne, elle a apporté son soutien politique au parti chrétien-démocrate africain (ACDP) en 2005.
L'arrière petit-fils d'Eben Dönges, et petit-fils de Jan Pickard et d'Ingrid Cornelia Dönges, est Francois Louw, joueur de rugby à XV et international sud-africain.